# Colomán Trabado
Colomán Trabado, född den 2 januari 1958, är en spansk före detta friidrottare som tävlade under 1980-talet i medeldistanslöpning.
Trabado deltog vid Olympiska sommarspelen 1980 då han blev utslagen i semifinalen på 800 meter. Hans stora genombrott kom när han vid EM inomhus 1982 blev bronsmedaljör på 800 meter på tiden 1.48,35.
Under 1983 blev han europamästare inomhus när han vann på tiden 1.46,91. Samma år deltog även vid VM i Helsingfors men blev där utslagen i semifinalen på 800 meter.
Vid VM inomhus 1985 blev han den första världsmästaren inomhus på 800 meter, när han sprang på 1.47,42. Han blev året efter silvermedaljör vid EM på hemmaplan i Madrid slagen av tysken Peter Braun.
Hans sista stora mästerskap var Olympiska sommarspelen 1988 där han blev utslagen redan i kvartsfinalen.